# Мішки проти Юденича
«Мішки проти Юденича» — радянська німа короткометражна кінокомедія, поставлена на кіностудії «Сєвзапкіно» режисерами Григорієм Козінцевим і Леонідом Траубергом в 1925 році. Фільм не зберігся.

## Сюжет
Фільм розповідає про пригоди хлопчика-газетяра Мішки, що потрапив в штаб генерала Юденича.

## У ролях
- Олександр Зав'ялов —  Мішка, газетяр
- Поліна Пона —  шпигунка білих
- Сергій Герасимов —  шпик
- Андрій Костричкін —  пара шпиків
- Євген Кумейко —  генерал Юденич
- Еміль Галь —  фотограф
- Яніна Жеймо —  хлопчисько
- Олександр Александров-Серж — епізод
- Тетяна Вентцель — епізод
- Павло Березін — епізод
- Ольга Ваксель — епізод

## Знімальна група
- Автор сценарію: Григорій Козінцев, Леонід Трауберг
- Режисери: Григорій Козінцев, Леонід Трауберг
- Оператор: Фрідріх Вериго-Даровський
- Художник: Євген Єней